# Џејмс Ван
Џејмс Ван (енгл. James Wan; Саравак, 26. фебруар 1977) аустралијски је филмски редитељ, сценариста и продуцент малезијског порекла, а најпознатији је као режисер филмова Слагалица страве (2004), Астрална подмуклост (2010), Призивање зла (2013), Паклене улице 7 (2015) и Аквамен (2018).

## Филмографија
- Аквамен и изгубљено краљевство — 2023.
- Аквамен — 2018.
- Призивање зла 2 — 2016.
- Паклене улице 7 — 2015.
- Астрална подмуклост 2 — 2013.
- Призивање зла — 2013.
- Астрална подмуклост — 2010.
- Смртна казна — 2007.
- Смртна тишина — 2007.
- Слагалица страве — 2004.